# Leonid Milov
Leonid Milov (russisch Леонид Владимирович Милов, Leonid Wladimirowitsch Milow; * 6. Februar 1966 in Dnepropetrowsk) ist ein aus der Ukraine stammender deutscher Großmeister im Schach.
Milov lernte das Schachspiel als Achtjähriger in der Familie. In den Jahren von 1978 bis 1985 besuchte er Lehrgänge in der Sportschachschule Nr. 10 Dnepropetrowsk. In diesem Zeitraum nahm er an vielen Jugendschachturnieren teil. Zweimal, im Jahre 1982 und 1983, gewann er die Jugendmeisterschaft der Ukraine in der offenen Klasse bis 25 Jahre.
Während des Studiums und der Ausbildung zum Lehrer an der Philologischen Fakultät der Staatlichen Universität Dnepropetrowsk (1983–1987) spielte er für DSU Mannschaft und bei vielen nationalen Schachturnieren in der Ukraine.
Von 1986 bis zu seinem Umzug nach Deutschland (2000) arbeitete er als Schachtrainer in einer Kinder- und Jugendsport-Schule von Dnepropetrowsk. Leonid Milov ist seit 1996 verheiratet und hat einen Sohn.
Zu Beginn der 1990er Jahre war er Teilnehmer vieler internationaler Open-Turniere. Beim Internationalen Schach-Open „Budapest Spring Festival“ 1991 erspielte er sich die erste IM-Norm (7 Punkte aus 9 Partien). Er war Sieger des „First Saturday“-Turniers in Budapest im Oktober 1992 mit der bestätigenden IM-Norm (8,5 Punkte aus 11 Partien), das zur Verleihung des IM-Titels der FIDE im Jahre 1993 führte.
In dieser Zeit bekam Leonid Milov über einen ukrainischen Schachfreund Kontakte zum Nürnberger Traditionsschachverein Noris Tarrasch 1873 e. V., dem er seit dieser Zeit für Mannschaftskämpfe in der 1. Mannschaft noch immer verbunden ist. Über diese Verbindungen erfolgte im Jahre 2000 der Umzug nach Deutschland. Leonid Milov wohnt und lebt seither in Mainz.
In Belgien spielt Milov seit 2010 für den KSK 47 Eynatten und wurde mit diesem 2011 und 2014 belgischer Mannschaftsmeister.
Milov ist Sieger vieler internationaler offener Turniere: 7. Rhein-Main-Open in Bad Homburg vor der Höhe 2004 (6.5 aus 7); geteilt Sieger Rapidschach-Turnier in Echternach 2005; 14. Selestat Int. Open 2007; 11. Karl-Mala-Open in Frankfurt-Griesheim 2008; 33. Zürcher Weihnachtsopen 2009; 4. Wunsiedel-Meister Open 2010 (5.5 aus 7); 19. Open Apolda 2010; 2006–2010 fünfmaliger Sieger des Int. Open Turniers „Hasslocher Schachtage“ (A Open)  Bestes Ergebnis: 2. Intern. Mannheimer Weihnachts-Open (7 Punkte aus 7 Partien) 2007
Im September 2012 wurde Milov auf dem FIDE-Kongress in Istanbul zum Großmeister ernannt. Die Normen erspielte er sich beim 1. Pfalz-Open im Februar 2008 in Neustadt an der Weinstraße, beim 2. Pfalz-Open im Februar 2009 an gleicher Stelle und in der 2. Bundesliga 2011/12.